# Keita Inoue
Pour les articles homonymes, voir Inoue.
Keita Inoue est un joueur de shōgi professionnel japonais né le 19 janvier 1964 à Ashiya.
Keita Inoue a remporté le tournoi des jeunes professionnels, le Shinjin-O en 1985. Il a le grade de 9e dan de shogi et est directeur général de la Fédération japonaise de shogi depuis 2017.

## Biographie et carrière
Keita Inoue est né en janvier 1964 à Ashiya.
Il est devenu professionnel (4e dan) de shogi en février 1983
En 1985, il remporte le Shinjin-O, puis l'année suivante le tournoi des jeunes lions 1986. Il est battu en finale du tournoi des jeunes lions en 1987 par  Yoshiharu Habu.
En 1997, Inoue se qualifie pour la ligue A du Meijin, la première division du principal tournoi de shogi professionnel  pour la saison 1997-1998 et est promu 8e dan. Il se maintient dans la ligue A l'année suivante 1998-1999 et est rétrogradé en 1999 dans la division B1.
Il est promu 9e dan en mars 2011.
En mars 2018, il met fin à la série de 16 victoires consécutives du jeune prodige Sōta Fujii lors du premier tour préliminaire du tournoi Osho.
Vice président de l'association des joueurs professionnels de shogi de 2011 à 2015, Keita Inoue fait partie du directoire de la  Fédération japonaise de shogi (comme membre non exécutif) depuis juin 2015. Il est nommé directeur général (poste exécutif) de la Fédération japonaise de shogi en 2017 après la démission du président Koji Tanigawa et de son directeur Akira Shima. Il a été reconduit à ce poste en 2019, 2021 et en juin 2023.